# Pleuropterantha undulatifolia
Pleuropterantha undulatifolia är en amarantväxtart som beskrevs av Emilio Chiovenda. Pleuropterantha undulatifolia ingår i släktet Pleuropterantha och familjen amarantväxter. Inga underarter finns listade i Catalogue of Life.